# Regierung Albanese I
Die Regierung Albanese I bildete nach der Parlamentswahl in Australien 2022 bis Mai 2025 die australische Regierung. Premierminister Anthony Albanese sowie die Minister Richard Marles, Penny Wong, Jim Chalmers und Katy Gallagher wurden bereits am 23. Mai 2022 ernannt, alle weiteren Kabinettsmitglieder jedoch erst am 1. Juni 2022. Es handelt sich um eine Alleinregierung der Labor Partei. Im Mai 2025 wurde es von der Regierung Albanese II abgelöst.

## Kabinett

### Senior Minister
| Amt | Name             | Foto |
| --- | ---------------- | ---- |
| Premierminister Vorsitzender der Labor Partei | Anthony Albanese |      |
| stellvertretender Premierminister stellvertretender Vorsitzender der Labour Partei Minister für Beschäftigung (bis 1. Juni 2022) Minister für Verteidigung (seit 1. Juni 2022) | Richard Marles   |      |
| Außenministerin Leader der Regierung im Senat | Penny Wong       |      |
| Schatzminister | Jim Chalmers     |      |
| Finanzministerin Frauenministerin Attorney-General (bis 1. Juni 2022) Ministerin für den öffentlichen Dienst (seit 1. Juni 2022) Vizepräsidentin des Federal Executive Council | Katy Gallagher   |      |
| Minister für Beschäftigung Minister für Kunst Leader der Regierung im Repräsentantenhaus                                                                                       | Tony Burke       |      |
| Minister für Gesundheit und Altenpflege | Mark Butler      |      |
| Minister für Klimawandel und Energie | Chris Bowen      |      |
| Ministerin für Umwelt und Wasser | Tanya Plibersek  |      |
| Ministerin für Infrastruktur, Verkehr, regionale Angelegenheiten und Kommunalverwaltung                                                                                        | Catherine King   |      |
| Ministerin für indigene Bevölkerungen | Linda Burney     |      |
| Ministerin für Soziale Dienste | Amanda Rishworth |      |
| Minister für das Nationale Invaliditätsversicherungssystem Minister für Regierungsangelegenheiten                                                                              | Bill Shorten     |      |
| Attorney-GeneralKabinettssekretär | Mark Dreyfus     |      |
| Minister für Qualifikation und Ausbildung | Brendan O’Connor |      |
| Minister für Bildung | Jason Clare      |      |
| Ministerin für Wohnungsbau Ministerin für Obdachlosigkeit Ministerin für kleine Unternehmen und Mittelstand                                                                    | Julie Collins    |      |
| Ministerin für Kommunikation | Michelle Rowland |      |
| Ministerin für Nord-Australien Ministerin für Ressourcen | Madeleine King   |      |
| Minister für Landwirtschaft, Fischerei und Forsten Minister für Notfallmanagement                                                                                              | Murray Watt      |      |
| Minister für Industrie und Wissenschaft | Ed Husic         |      |
| Ministerin für Inneres Ministerin für Cybersicherheit | Clare O’Neil     |      |

### Junior Minister
| Amt                                                                                     | Name          | Foto |
| --------------------------------------------------------------------------------------- | ------------- | ---- |
| Minister für Veteranangelegenheiten Minister für Verteidigungspersonal                  | Matt Keogh    |      |
| Minister für Verteidigungsindustrie Minister für internationale Entwicklung und Pazifik | Pat Conroy    |      |
| Stellvertretender Schatzmeister Minister für Finanzdienstleistungen                     | Stephen Jones |      |
| Minister für Einwanderung, Bürgerschaft und multikulturelle Angelegenheiten             | Andrew Giles  |      |
| Minister für frühkindliche Bildung Minister für Jugend                                  | Anne Aly      |      |
| Minister für Altenpflege Minister für Sport                                             | Anika Wells   |      |
| Minister für regionale Entwicklung, lokale Regierungen und Territorien                  | Kristy McBain |      |